# Net Promoter Score
Le net promoter score (NPS) est le pourcentage de clients qui évaluent leur probabilité de recommander une entreprise, un produit ou un service à un ami ou à un collègue à 9 ou 10 (« promoteurs ») moins le pourcentage évaluant cette probabilité à 6 ou moins (« détracteurs ») sur une échelle de 0 à 10. Les répondants qui donnent une note de 7 ou 8 sont appelés « passifs » et entrent dans le calcul du pourcentage global. Le résultat du calcul est exprimé sans le signe du pourcentage (%).
Il s'agit d'un outil de gestion utilisé pour mesurer la satisfaction des clients et il a été démontré qu'il est en corrélation avec la croissance des revenus par rapport aux concurrents. Le NPS a été largement adopté par les entreprises du Fortune 500 et d'autres organisations,.Les entreprises, les employeurs ou d'autres organismes posent les questions aux clients, aux employés ou à d'autres répondants tels que les revendeurs, les partenaires d'exécution et les fournisseurs. Le NPS varie entre -100 (tous les répondants sont des « détracteurs ») et +100 (tous les répondants sont des « promoteurs »). Les scores varient considérablement d'un secteur à l'autre, de sorte qu'un bon score est simplement un score dont la tendance est meilleure que celle des concurrents dans le même secteur, telle que mesurée par une étude comparative en double aveugle.
La métrique a été développée par Fred Reichheld, Bain & Company et Satmetrix. Il a été introduit par Reichheld dans son article de 2003 de la Harvard Business Review, « The One Number You Need to Grow » (Le seul chiffre dont vous avez besoin pour vous développer). Sa popularité et son large usage ont été attribués à sa simplicité et à sa méthodologie ouvertement disponible.

## Fonctionnement
Les entreprises sont encouragées à suivre la question avec une demande d'élaboration ouverte, sollicitant les raisons de la notation d'un client pour cette entreprise ou ce produit. Ces raisons peuvent ensuite être fournies aux employés en première ligne et aux équipes de direction pour qu'ils prennent des mesures de suivi. La question ouverte est souvent conditionnelle, ce qui signifie qu'elle n'apparaît que si le client note en dessous d'un certain seuil, par exemple en dessous de 7 (détracteur). Les directeurs de succursale des bureaux locaux de Charles Schwab Corporation, par exemple, rappellent les clients pour les faire participer à une discussion sur les informations qu'ils ont fournies dans le cadre du processus d'enquête NPS. Cela permet de résoudre les problèmes et en apprendre davantage afin de pouvoir encadrer les gérants des comptes.
Reichheld et le co-auteur, Rob Markey, affirment que la notation et les réponses à la question « Pourquoi ? » fournissent tout ce qui est nécessaire pour identifier les clients de référence et les possibilités d'amélioration. Les utilisateurs affirment souvent que les réponses à la question « Pourquoi » fournissent des informations plus importantes que la note elle-même. L'USAA et Verizon, par exemple, affirment tous deux que le score est moins important que les raisons. Pour certains, l'absence de tout moyen facile d'analyser automatiquement les réponses textuelles sans parti pris humain est problématique. D'autres, comme Dell ou Intuit, affirment que la technologie permet d'analyser efficacement les réponses textuelles.
Des questions supplémentaires peuvent être incluses pour aider à comprendre la perception des différents produits, services et secteurs d'activité. Ces questions supplémentaires aident une entreprise à évaluer l'importance relative de ces autres parties de l'entreprise dans le score global. Cela est particulièrement utile pour cibler les ressources afin de traiter les questions qui ont le plus d'impact sur le NPS. Les entreprises qui utilisent le Net Promoter Score s'appuient souvent sur des logiciels en tant que fournisseurs de services qui offrent une suite complète de mesures, de rapports et d'analyses.

## Critiques
Si le net promoter score a gagné en popularité auprès des chefs d'entreprise et est considéré comme un instrument largement utilisé pour mesurer la satisfaction des clients dans la pratique, il a également suscité des controverses dans les milieux universitaires et les études de marché.

### Absence de supériorité par rapport à d'autres questions liées à la loyauté
Les recherches de Keiningham, Cooil, Andreassen et Aksoy contestent que la mesure du net promoter score soit le meilleur prédicteur de la croissance de l'entreprise. En outre, Hayes (2008) a affirmé qu'il n'y avait pas de preuve scientifique que la question de la « probabilité de recommander » soit un meilleur prédicteur de la croissance de l'entreprise que d'autres questions sur la fidélité des clients (par exemple, la satisfaction globale, la probabilité d'acheter à nouveau). Plus précisément, Hayes a déclaré que la question « probabilité de recommander » ne mesure rien de différent des autres questions classiques liées à la fidélité. Les mesures de la clientèle incluses dans cette étude sont tout aussi performantes pour prédire les performances actuelles de l'entreprise

### Fiabilité par rapport à un indice composite de questions
Dans leur ouvrage, Hill, Roche et  Allen avancent : « Une question à un seul élément est beaucoup moins fiable et plus volatile qu'un indice composite ». En outre, la combinaison des CFM (customer feedback metrics), ainsi que l'étude simultanée de plusieurs dimensions de la relation avec le client, améliore encore les prévisions.

### Ne convient pas comme indicateur de performance clé
Dans le cadre d'une analyse critique du net promoter score, Ralf Lisch a souligné que « c'est un point faible de l'approche que les soi-disant passifs soient exclus du score bien qu'ils aient une influence sur le pourcentage des deux catégories restantes ». De plus, perdre des détracteurs en tant que clients peut améliorer le NPS alors que l'entreprise finit par en souffrir. Lisch conclut que, contrairement à l'affirmation selon laquelle le Net Promoter Score est « le seul chiffre dont vous avez besoin pour vous développer », le NPS ne convient pas comme indicateur clé de performance.

#### Vidéo
- [vidéo][Production de télévision] « Le code a changé - Tous notés » sur Arte, 2021, 18 min (consulté le 3 septembre 2024)